# Iranischer Film
Das iranische Kino (auch persisches Kino) wurde und wird international mit zahlreichen Preisen und Festivals geehrt. Viele Kritiker betrachten Filme iranischer Autoren, Regisseure und Schauspieler wie beispielsweise die der Filmemacher Jafar Panahi, Abbas Kiarostami, Mohsen und Samira Makhmalbaf oder Majid Majidi als künstlerisch führend und vergleichen sie mit dem italienischen Neorealismus und ähnlichen Strömungen der letzten Jahrzehnte. Neben dem eigentlichen iranischen Kino ist mit dem Begriff auch im weiteren Sinne die Filmkultur der mit Iran kulturell eng verwobenen Länder wie Tadschikistan und Afghanistan gemeint. Außerdem zählen auch persischsprachige Filme, die in Europa oder den USA erscheinen, dazu, und auch Werke iranischer Filmschaffender, die andere Sprachen als die iranischen verwenden.

## Geschichte des iranischen Films

### Frühe Entwicklungen
Der wahrscheinlich erste Filmemacher des Landes war Mirza Ebrahim Khan Akkas Bashi. Schah Mozaffar ed-Din besucht eine Filmaufführung in Contrexéville und gab daraufhin seinem Hoffotograf Akkas Bashi den Auftrag eine Kamera von Gaumont zu kaufen. Die Filmaufnahmen des Besuches einer Blumenausstellung in Ostende von Mozaffar ed-Din Schah dürften die ersten Filmaufnahmen eines Iraners sein.
Das erste Lichtspieltheater in Iran wurde 1904 von Mirza Ebrahim Khan Sahhafbashi in der Hauptstadt Teheran eröffnet. Es wurden ohne Unterbrechung Kurzfilme gezeigt, während Limonaden oder andere Erfrischungen gereicht wurden. Sahhafbashi war bekannt für seine Unterstützung der konstitutionellen Bewegung, was dazu führte, dass er sein Kino nach einem Monat wieder schließen musste, da sein Haus aus politischen Gründen beschlagnahmt wurde, und er ins Exil ging.
Am 5. September 1907 eröffnete Russi Khan ein Kino. Er hatte 1906 zunächst damit begonnen, im Harem von Mohammed Ali Schah Kurzfilme zu zeigen. Ein Jahr später zeigte er seine Filme öffentlich. Russi Khan hielt weiter gute Kontakte zum Kadscharenhof, konnte aber nicht verhindern, dass sein Kino in den Wirren der Konstitutionellen Revolution geplündert und zerstört wurde. Auch Russi Khan verließ das Land und starb 1968 in Paris.
Als der Mann, dem es endlich gelingen sollte, ein Kino dauerhaft in Teheran zu betreiben, gilt Aradashes Batmagerian.
Als erster persischsprachige Tonfilm erschien 1933 das Melodrama Dukhtar-e Lor von Abdolhossein Sepanta. Der Film entstand in Bombay bei Ardeshir Iranis Gesellschaft Imperial Films. Sepanta gilt als „Vater des iranische Tonfilms“ und führte auch Regie bei späteren Filmen wie Ferdousī (1934), der Lebensgeschichte des Dichters Abū l-Qāsem-e Ferdousī, Schirin-o-Farhad (ebenfalls 1934), einer in Iran bekannten klassischen Liebesgeschichte, und Tscheschmhaye siah (1936) über den blutigen Angriff Nader Schahs auf Indien 1738. Sein letztes Werk war die Lovestory Laili-o-Majnun aus dem Jahr 1937.

### Nachkriegszeit
Die damalige Filmkunst und -industrie des Landes verdankt seinen Fortschritt zu einem guten Teil zwei umtriebigen Persönlichkeiten, Esmail Koushan und Farrokh Ghaffari. Durch die Gründung der Nationalen Filmgesellschaft am Bastan-Museum 1949 und das Organisieren der ersten Filmwoche, auf der englische Produktionen gezeigt wurden, legte Ghaffari den Grundstein für alternative und nicht primär am kommerziellen Erfolg orientierte Filme in Iran.
| 1975 | 68    |
| 1985 | 42    |
| 1995 | k. A. |
| 2005 | 26    |

Einige Meilensteine des iranischen Films waren: Aruse darya (1965), Siavash in Persepolis (1967), Khesht va Ayeneh (1967), Khaneye khoda (1966) und Shohar-e Ahu khanom (1968).
Mit den Filmen Gheisar von Masud Kimiai und Gāv von Dariush Mehrjui, die beide 1969 herauskamen, erhielten alternative Filme ihren Platz in der Filmindustrie. Versuche, ein eigenes Filmfestival ins Leben zu rufen, die seit 1954 im Umfeld des Golrizan-Festivals begonnen hatten, trugen mit dem erstmaligen Stattfinden des Sepas-Festivals 1969 Früchte. Ali Mortazawis Bemühungen mündeten in der Gründung der Weltfestspiele von Teheran 1973.
Von besonderer Bedeutung für die Ausbildung junger Talente war Gründung des Filmzentrums von Kanun-e Parvaresh, einer Kinder- und Jugendorganisation die auf Initiative von Farah Pahlavi 1965 ins Leben gerufen wurde. Unter der Leitung von Firuz Shirvanlu produzierten Filmemacher wie Abbas Kiarostami und Bahram Bayzai Filme für Kinder und Heranwachsende. Die von den Filmschaffenden im Auftrag der Jugendorganisation produzierten Filme wurden auf dem Kinder- und Jugendfilmfestival gezeigt und mit Preisen prämiert. Zu erwähnen sind hier besonders der Film Reise mit vier Preisen und der Film Golbaran („Blumenregen“). Neben Farbfilmen wurden auch Schwarzweißfilme produziert. Der Film Rahai („Befreiung“) wurden auf dem Filmfestival Venedig gezeigt und in San Francisco mit dem ersten Preis belohnt. Die Filme Junge, Saaz („Musikinstrument“) und Die Vögel haben ebenfalls Preise auf dem Filmfestival in Venedig bekommen.
Auch die Filme, die in den 3 Monate dauernden Workshops von Kindern und Jugendlichen im 8-mm-Format produziert wurden, nahmen an internationalen Wettbewerben teil und wurden mit Preisen ausgezeichnet. Durch die Arbeit der Filmabteilung des Kanun-e Parvaresh wurden mehrere Generationen junger Iranerinnen und Iraner für den Film begeistert. Auch heute noch sind viele Iraner im In- und Ausland in der Filmproduktion tätig. Das Programm der Kanun-e Parvareshe hat für diese Entwicklung die Grundlagen gelegt. Alle im Rahmen des Programms erstellten Filme wurde archiviert und in Kopien den Filmtheater im Lande für Aufführungen zur Verfügung gestellt. Ein dem Kanun-e Parvareshe angeschlossenes Filmarchiv arbeitete als Medienzentrum des Landes. Es erwarb die Aufführungsrechte an besonders für Kinder und Jugendliche geeignete Filme, synchronisierte sie und zeigte sie kostenlos an Feiertagen in den Kulturzentren der Kinder- und Jugendbibliotheken des Landes. Der hohe Standard des iranischen Films wird auf die vorbildliche und damals weltweit einzigartige Arbeit des Kanun-e Parvaresh auf diesem Gebiet zurückgeführt.

### Islamische Revolution
Im Rahmen der Islamischen Revolution wurden über 125 Kinos bis auf die Grundmauern niedergebrannt, wobei allein der Brandanschlag auf das Cinema Rex in Abadan 430 Todesopfer forderte. 1982 wurde bekannt, dass von den 524 Kinos in der Islamischen Republik Iran nur noch 313 intakt waren.
Die provisorische Regierung von Mehdi Bāzargān, die von Ayatollah Khomeini proklamiert worden war, ernannte Parviz Varjavand zum Minister für Kultur. Das zuständige Amt für die Filmvorführung war abgeschafft worden, und es gab keine zuständige Stelle mehr, welche den Filmverleih und Aufführungen regelte.

## Iranisches Kino heute
Heutzutage befinden sich unter den finanziell erfolgreichen Filmen in Iran hauptsächlich kommerzielle iranische Filme. Ausländische Filme werden normalerweise wegen eines Verbots von Filmen, die im Westen produziert wurden, nicht in den Kinos gezeigt. Allerdings werden stark zensierte Versionen von klassischen und auch aktuellen Hollywood-Produktionen im staatlichen Fernsehen gesendet. Unzensierte Versionen sind jedoch leicht auf dem Schwarzmarkt zu bekommen. Iranische Kunstfilme werden oft nicht offiziell gezeigt und können durch leicht erhältliche illegale DVDs eingesehen werden. Dennoch wurden einige dieser mit guten Kritiken versehenen Filmen mit großem Erfolg in Iran gezeigt, zum Beispiel Rasul Sadr Amelis Taraneh, 15 Jahre alt (Man, taraneh, panzdah sal daram, 2002), Rakhshan Banietemads Zir-e Pust-e Shahr („Unter der Haut der Stadt“), Bahman Ghobadis Gomgashtei dar Aragh (Verloren im Irak, 2002) und Manijeh Hekmats Zendān-e Zanān („Frauengefängnis“).
Das internationale Preise gewinnende Kino Irans unterscheidet sich sehr von den innenpolitisch orientierten Filmen. Das Letztere ist auf ein völlig anderes Publikum zugeschnitten, welches größtenteils unter 25 Jahre alt ist. Diese Art des kommerziellen iranischen Kinos ist im Westen weitgehend unbekannt, da die Filme auf das örtliche Publikum ausgerichtet sind.
Es gibt 2 Arten dieses Filmtyps:
- Filme über den Sieg der iranischen Revolution von 1979 und den darauffolgenden Iran-Irak Krieg, die voll von stark religiösen und nationalen Motiven sind

- formelhafte Filme mit bekannten Schauspielern

Bei einer Auswahl von 130 iranischen Filmen, die jedes Jahr im Hoffen auf Ausstrahlung produziert werden, tendieren die Kinomanager dazu, die Allgemeinheit-erfreuende Komödien, Romantische Melodramen und Familienkomödien den anderen Genres vorzuziehen. Marmoulak („Eidechse“, 2004), Außenseiter, Aquarium, Waffenruhe, Mim Mesle Madar („M wie Mutter“, 2006), Glasagentur, Scharlatan und Verrückte Hunde töten waren unter den erfolgreichsten post-revolutionären Filmen.

## Minderheiten im Film: Kurden und Azeri
Bād Mā Rā Chāhad Bord (deutsch: Der Wind wird uns tragen) von Abbas Kiarostami war 1999 der erste Film, der zumindest teilweise im iranischen Teil Kurdistans gedreht worden war und es auf internationale Filmfeste schaffte. Er wurde in Cannes und Venedig gezeigt.

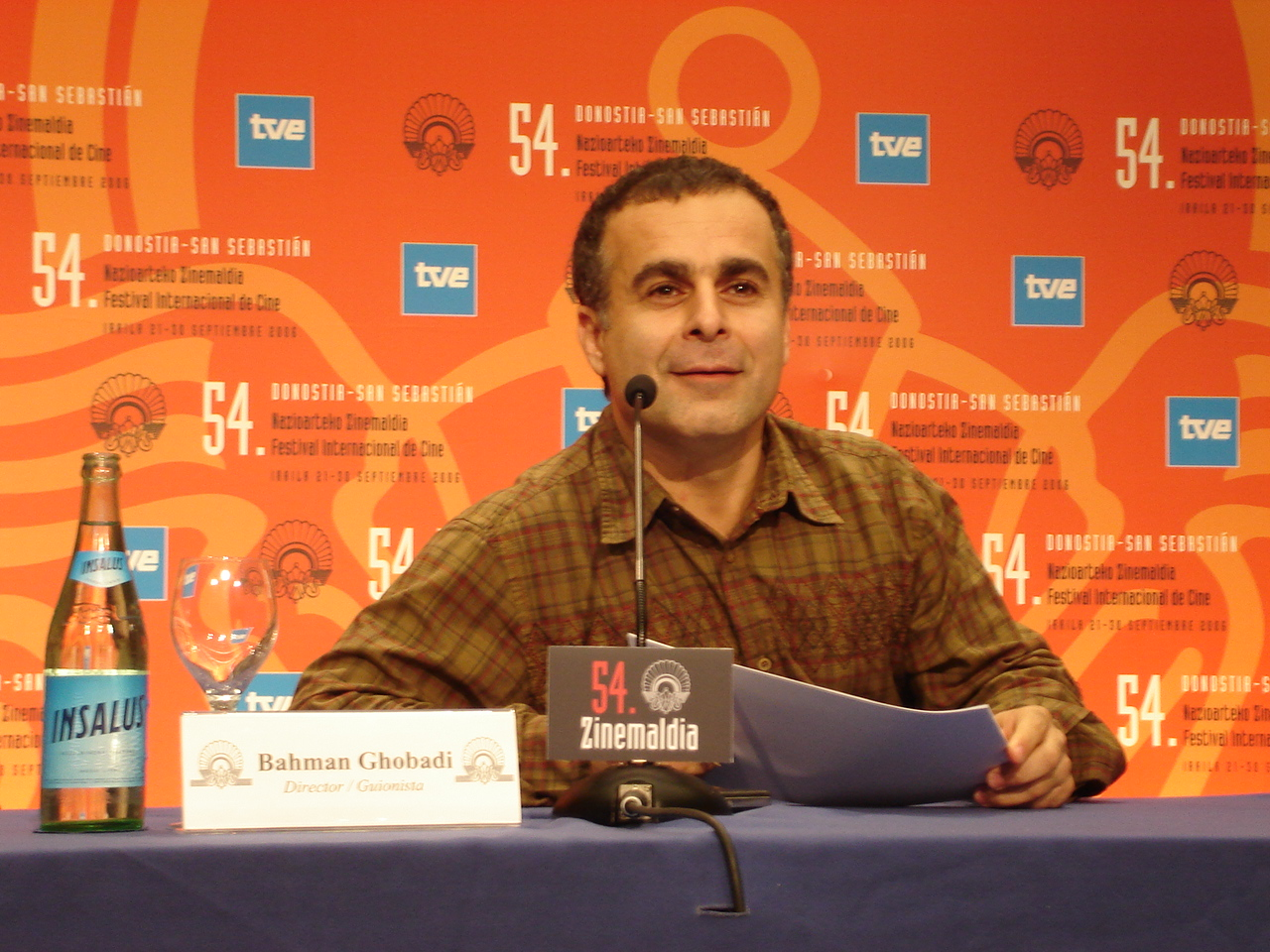
Bahman Ghobadi, 2006

Im Jahr darauf waren bereits zwei Filme aus Kurdistan und sogar in kurdischer Sprache auf dem Festival von Cannes zu sehen: Textê Reş, Takhte Siāh (Schwarze Tafeln), nach Der Apfel (Sib, 1998) der zweite Film von Samira Makhmalbaf, und Dema Hespên Serxweş, Zamāni barāye Masti Asb-hā (Zeit der trunkenen Pferde) des Regisseurs Bahman Ghobadi. Ghobadi, der selbst Kurde ist, war 2002 mit Gomgashtei dar Aragh (Verloren im Irak) abermals vertreten und konnte mit diesem Film international Erfolge feiern. 2004 erschien sein Erfolgsfilm Schildkröten können fliegen.
2005 gelangte mit Jamil Rostami ein weiterer iranischer Filmregisseur kurdischer Abstammung zu hohen Ehren. Für Requiem of Snow erhielt er die Auszeichnung als bester Regisseur in Asien und dem Mittleren Osten des Fajr-Festivals in Teheran.
2002 erschien eine Dokumentation des Filmers Mehdi Parizad über das Kino der Aseri, der āzarbāydschānischen Minderheit. Zu diesem Thema wurde am 10. Januar 2005 eine Ausstellung im Teheraner Museum für zeitgenössische Kunst eröffnet.